# GASTRO-Liga
Die GASTRO-Liga e.V. ist eine deutsche Organisation zur Bekämpfung der Krankheiten von Magen, Darm und Leber sowie von Störungen des Stoffwechsels und der Ernährung. Vorsitzender des Vereins ist der Bonner Internist und Gastroenterologe Tilman Sauerbruch.

## Verband
Im Verband haben sich Ärzte, Patienten, Vertreter aus Politik und Wirtschaft zusammengefunden, um Erkrankungen der Verdauungsorgane zu bekämpfen und vorbeugend zu wirken.

## Publikationen
Der Verband gab ab 1985 vierteljährlich den „Gastro-Liga-Report“ heraus. Er ist Herausgeber von Fachpublikationen:
- J. Hotz (Hrsg.): Infektionen bei Fernreisen : Prophylaxe & Therapie, 1995, ISBN 3-335-00405-1
- H. Lochs; H. Kleinsorge (Hrsg.): Gesundheitsrisiko durch Lebensmittelzusatzstoffe, 1997, ISBN 3-335-00532-5
- E. Habermann; H. Kleinsorge (Hrsg.): Unkonventionelle Therapieverfahren in der Gastroenterologie : eine kritische Betrachtung, 1999, ISBN 3-335-00638-0

## Ludwig-Demling-Medienpreis
Seit 1999 vergibt der Verband den Ludwig-Demling-Medienpreis, benannt nach dem Erlanger Gastroenterologen Ludwig Demling. Mit dem mit 5.000 Euro dotierten Preis werden Arbeiten ausgezeichnet, die „in wissenschaftlich korrekter und gleichzeitig anschaulicher Weise über gastroenterologische Erkrankungen und deren Prävention berichten oder zum grundsätzlichen Verständnis der Verdauungsprozesse bzw. des Stoffwechsels und der Ernährung beitragen“.